# Портрет сестри
«Портре́т сестри́» — картина іспанського художника  Сальвадора Далі, написана у 1925 році. Зберігається у Театрі-музеї Сальвадора Далі у Фігерасі.

## Опис
Полотно демонструвалося на першій персональній виставці Сальвадора Далі в галереї Далмау, яка проходила з 14 по 27 листопада 1925 року. Це портрет Анни Марії — сестри художника, у двадцяті роки вона була його улюбленою моделлю. В картині відчувається вплив футуризму, під дією якого перебував у той час Далі, особливо яскраво помітний зв'язок із роботами Карра, а також до Кіріко чи Боччоні. Пейзаж Кадакесу, що оточує фігуру Анни Марії, виглядає скоріше символічним, ніж реальним, і саме в цьому відчувається вплив естетики журналу «Валорі пластічі».